# Giao thông Hà Nội

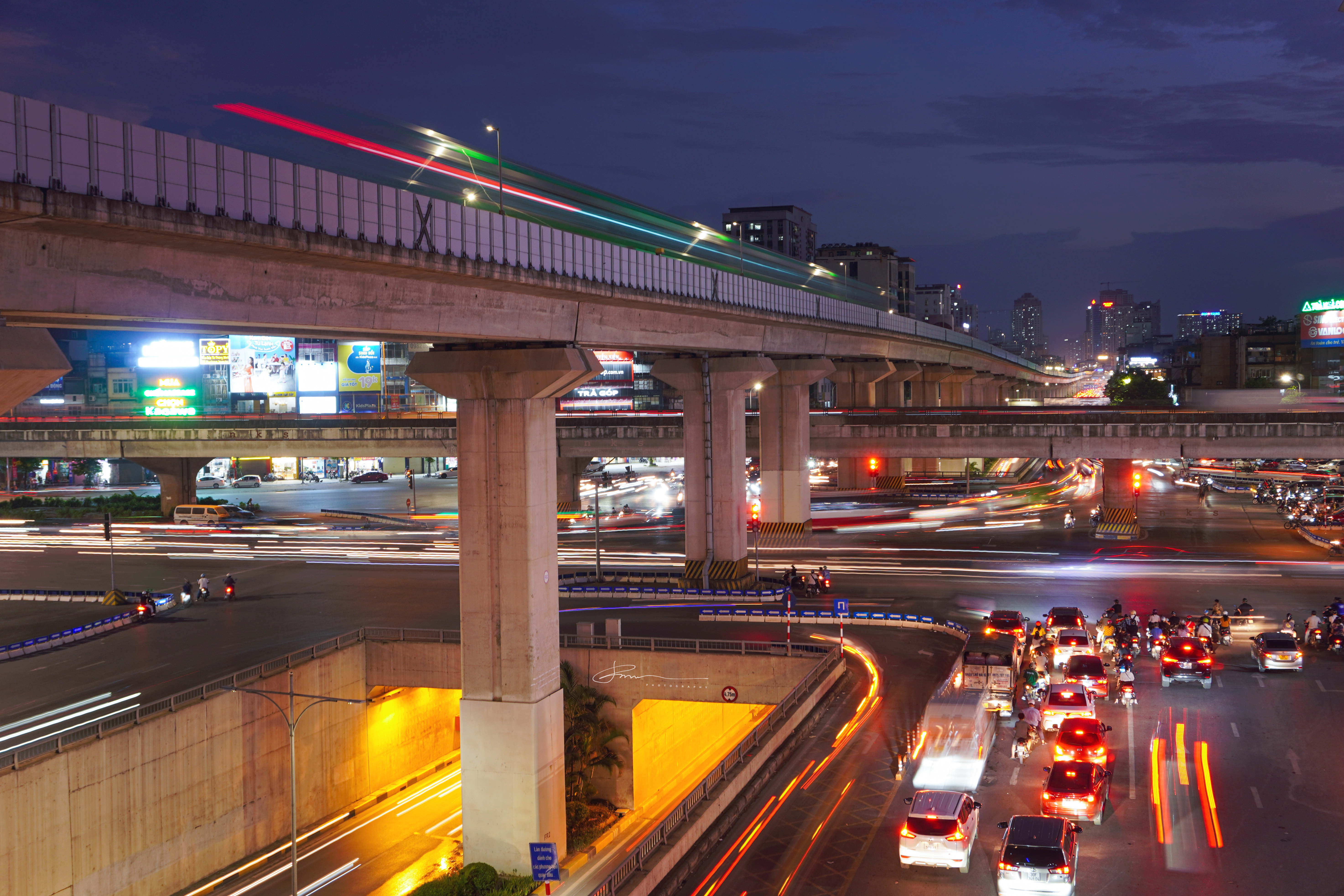
Nút giao Thanh Xuân - hiện là nút giao thông nhiều tầng nhất tại Việt Nam (4 tầng)

Hà Nội là thủ đô của Việt Nam và cũng là một trong những thành phố có số dân và mật độ dân cư cao của cả nước nên giao thông Hà Nội có tầm quan trọng nhất định trong việc đáp ứng nhu cầu đi lại và vận chuyển hành khách và hàng hóa ngày một tăng. Sở Giao thông Vận tải (trước đây là Sở Giao thông công chính) là đầu mối quản lý nhà nước cấp địa phương cho cơ sở hạ tầng giao thông của Hà Nội.

## Đường bộ

### Lịch sử
Hà Nội là thành phố đầu tiên ở Á châu có điện thắp sáng từ cuối thế kỷ 19 thời Pháp thuộc. Năm 1897 công suất của công ty điện lực mà người Việt quen gọi là "sở nhà đèn" tăng lên thành 850 mã lực. Tư nhân cũng có thể đặt mua. Với nguồn năng lượng này chính phủ giao cho hãng Societe Foncière de l’Indochine đặt hệ thống xe điện dài 13 cây số với ba tuyến:
1. Tuyến A chạy từ Bờ Hồ xuống Bạch Mai
2. Tuyến B từ Bờ Hồ lên Thụy Khuê
3. Tuyến C từ Bờ Hồ ra Thái Hà.

Đến năm 1930 thì có năm tuyến xe điện với 27 cây số đường sắt.

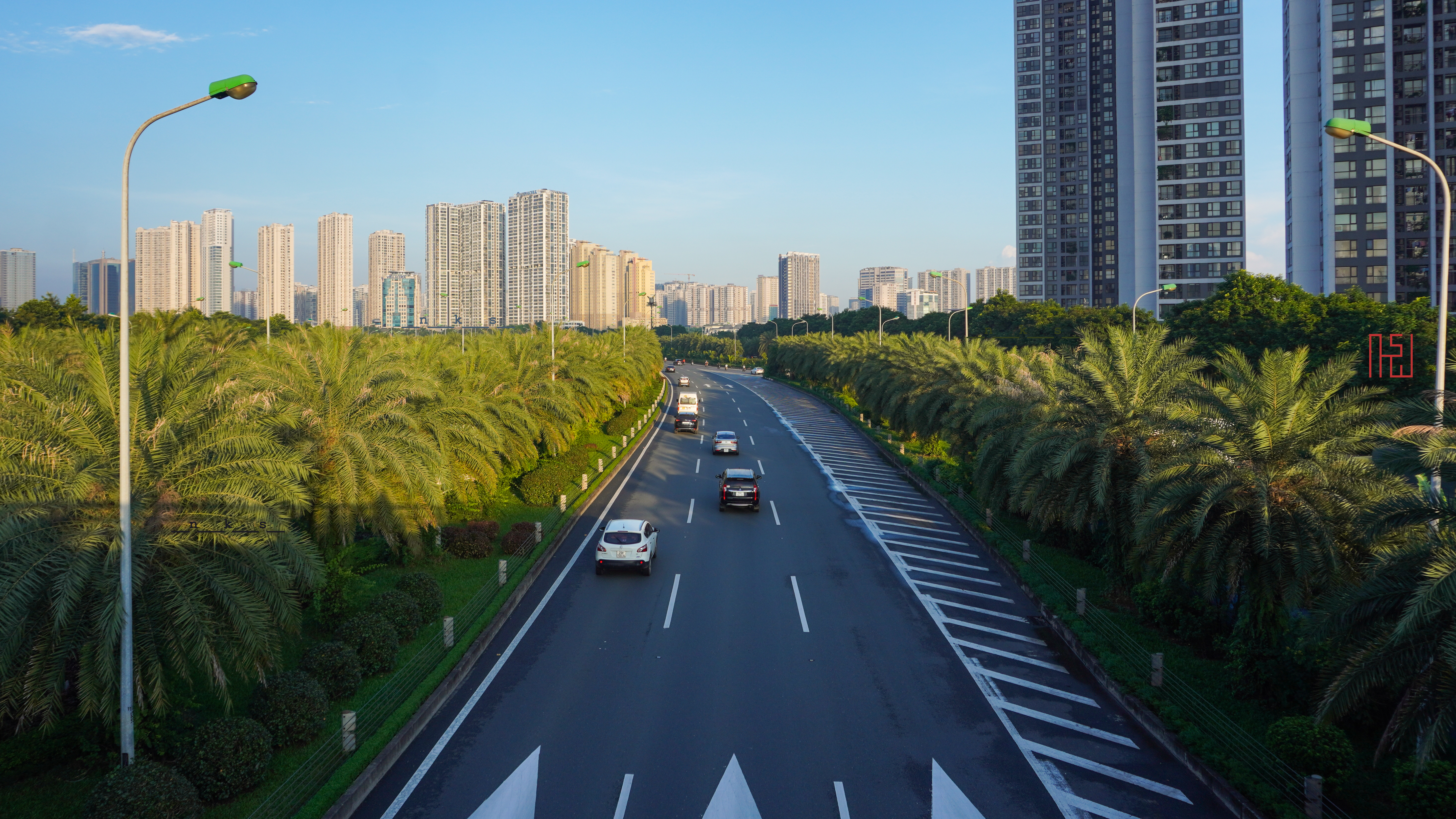
Đại lộ Thăng Long

### Hệ thống đường bộ
Cho đến cuối năm 2013, trên địa bàn toàn thành phố có khoảng 16.132 km đường bộ, trong đó đường do Bộ GTVT quản lý khoảng 80 km, thành phố quản lý khoảng 1.715 km, các huyện quản lý 1.390 km còn lại các xã quản lý 12.947 km. 

### Hệ thống xe buýt

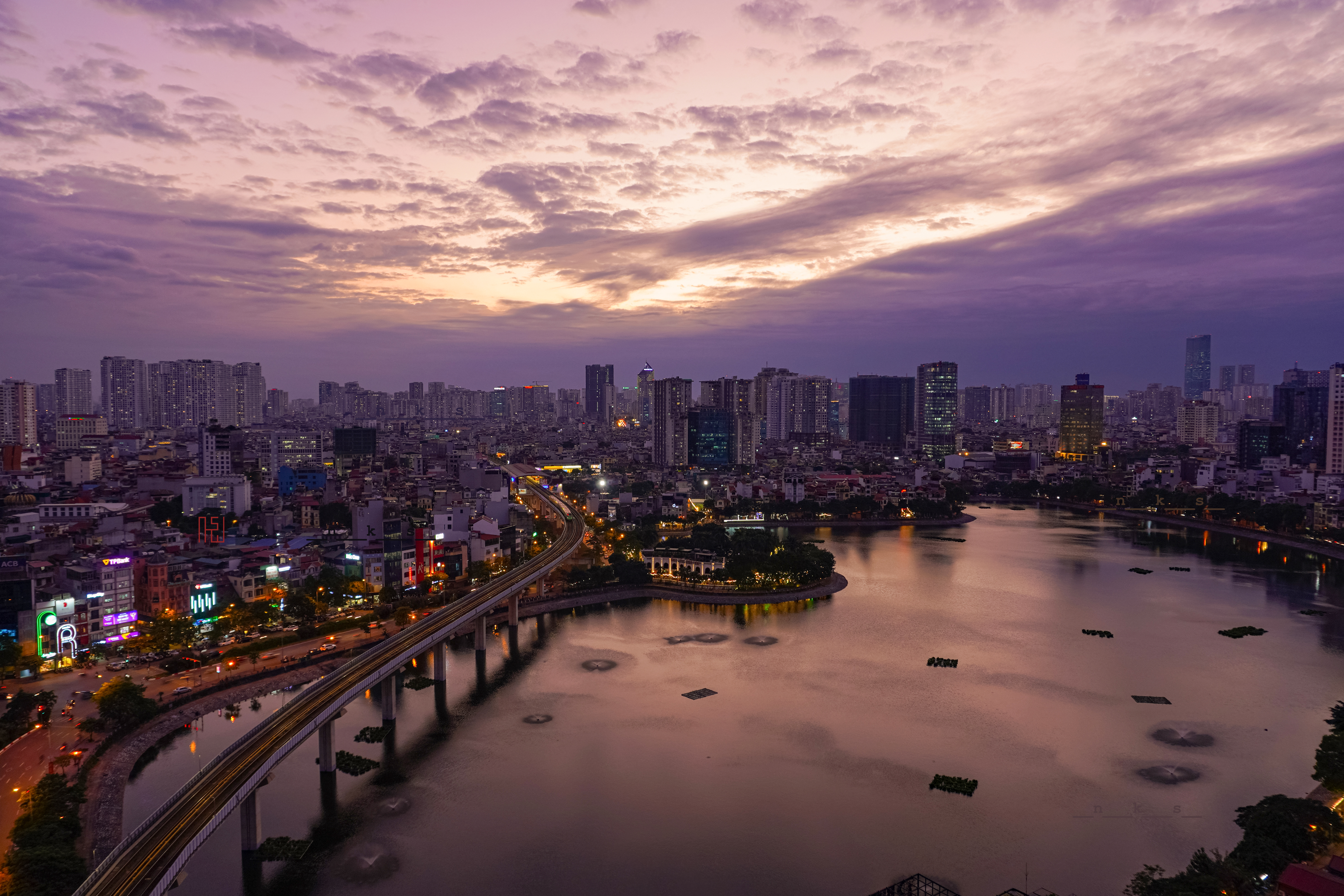
Tàu điện trên cao tuyến 2A đoạn qua hồ Hoàng Cầu

Mặc dù Hà Nội đã phát triển nhanh hệ thống xe buýt để phục vụ tới 300 triệu lượt người trong năm 2005, số người lựa chọn đi xe buýt chỉ chiếm gần 18% số người tham gia theo một cuộc điều tra của Sở Giao thông Công cộng thành phố. Hơn 60% trả lời họ lựa chọn xe máy làm phương tiện di chuyển hàng ngày, và khoảng 13% nói họ chọn xe đạp hoặc đi bộ. Sở không công bố bao nhiêu người tham gia cuộc điều tra.

Năm 2016 , Hà Nội có các tuyến xe buýt nhanh do Xí nghiệp xe buýt nhanh Hà Nội vận hành 

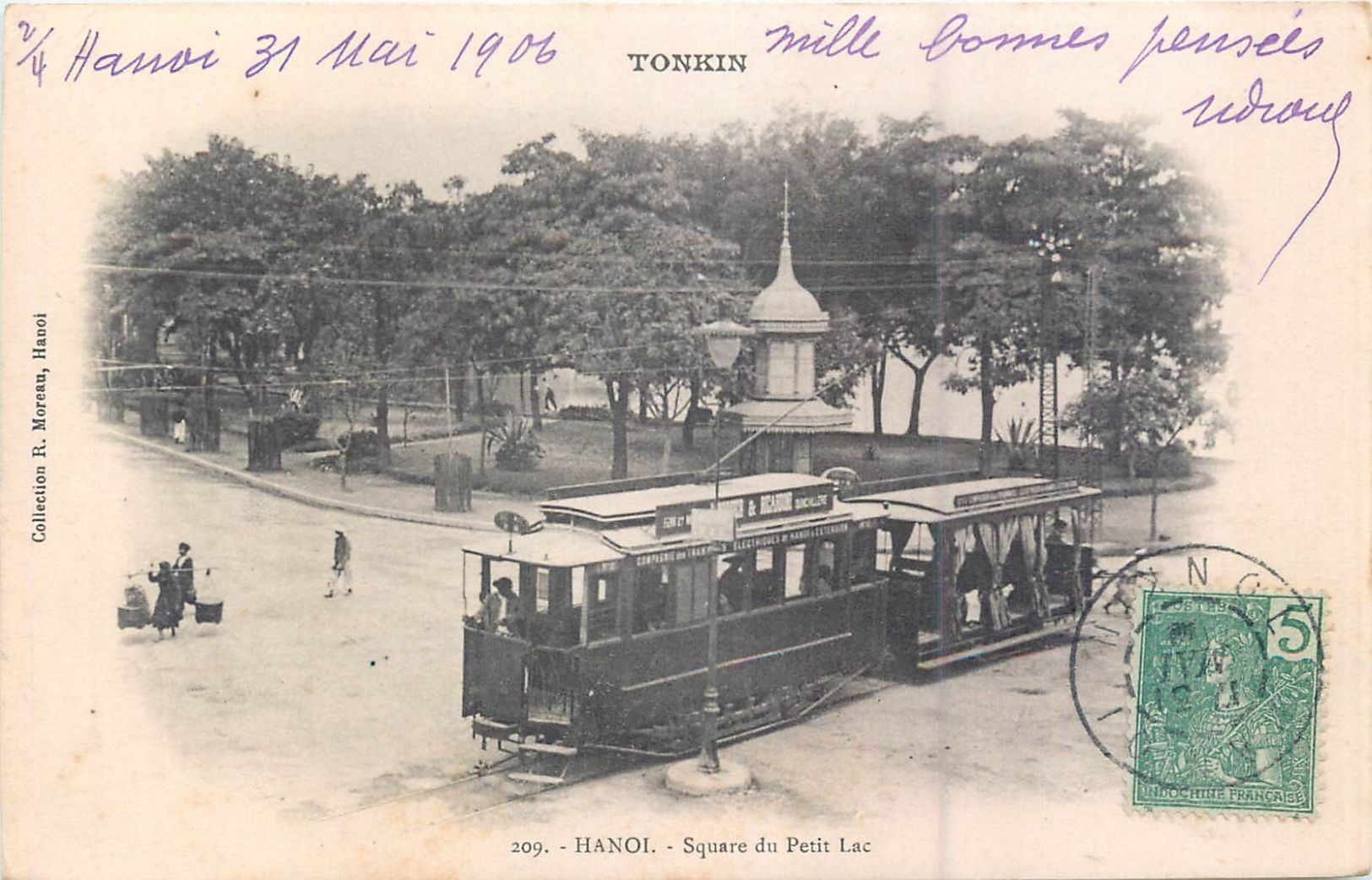
Xe điện Hà Nội năm 1901 (ảnh chụp ngã tư phố Đinh Tiên Hoàng)

### Hệ thống cầu
Hà Nội hiện có 8 cây cầu bắc qua sông Hồng, 2 cây cầu bắc qua sông Đà và 3 cây cầu bắc qua sông Đuống, bao gồm:
1. Cầu Chương Dương
2. Cầu Đồng Quang
3. Cầu Đông Trù
4. Cầu Đuống
5. Cầu Long Biên
6. Cầu Nhật Tân
7. Cầu Phù Đổng
8. Cầu Thăng Long
9. Cầu Thanh Trì
10. Cầu Trung Hà
11. Cầu Văn Lang
12. Cầu Vĩnh Thịnh
13. Cầu Vĩnh Tuy

Các cầu lớn khác:
1. Cầu Mai Lĩnh bắc qua sông Đáy

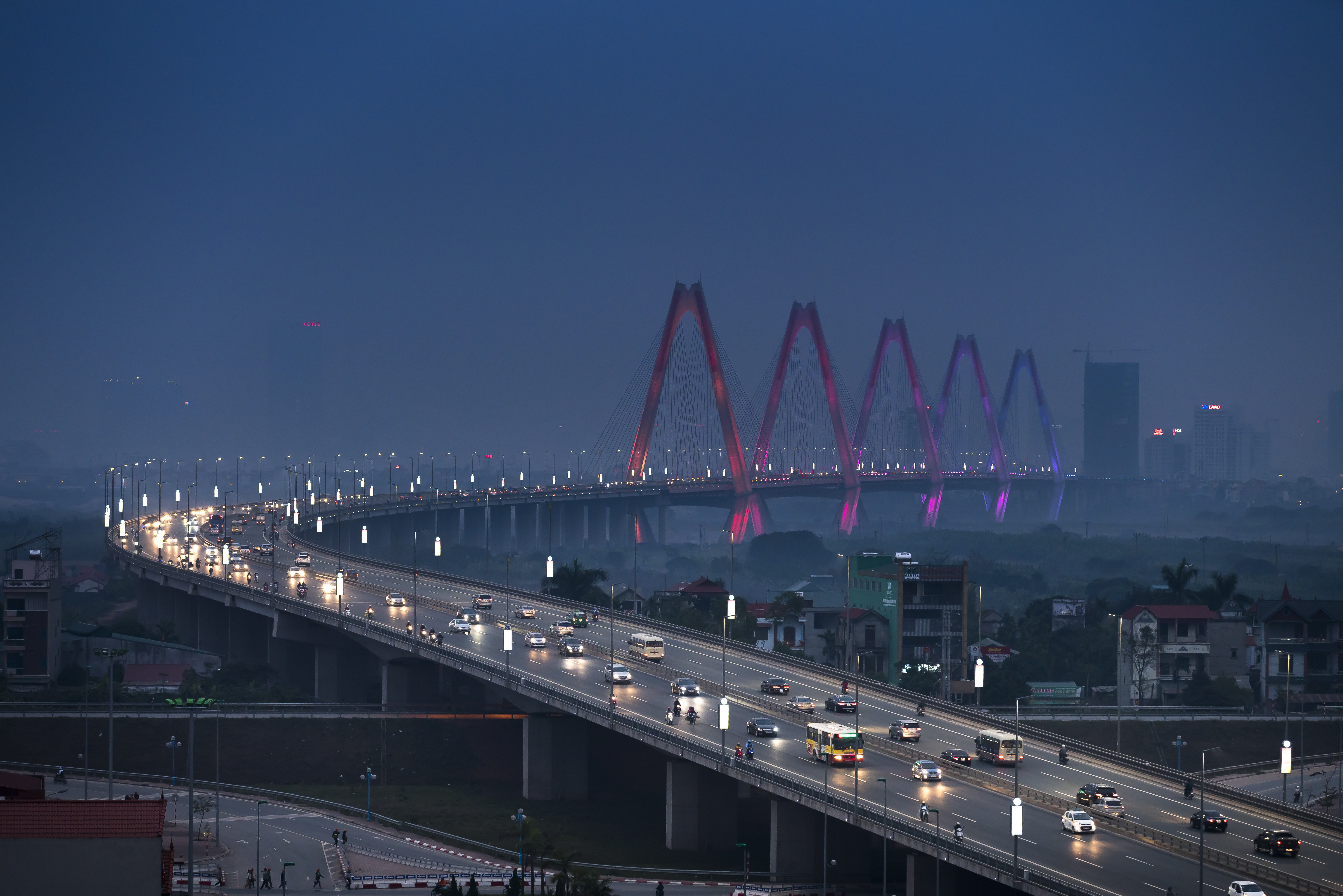
Cầu Nhật Tân

2. Cầu sông Đáy trên đại lộ Thăng Long
3. Cầu Vát bắc qua sông Cầu, nối huyện Sóc Sơn với tỉnh Bắc Giang.

Và các cây cầu dự kiến xây trong thời gian tới như Cầu Tứ Liên, cầu Mễ Sở, cầu Hồng Hà. Ngoài ra trong thành phố có các cầu nhỏ bắc qua các con sông nhỏ nội đô như cầu Hòa Mục, cầu Trung Hòa, cầu Cống Mọc, cầu Kim Ngưu... và có cả những cây cầu không bắc qua sông nào như cầu Thê Húc.

## Đường sắt
Đường sắt Hà Nội là hệ thống giao thông quan trọng trong vận chuyển hàng hóa và hành khách, được nối liền với hầu hết với mọi miền ở Việt Nam. Hà Nội là điểm đầu của tuyến đường sắt Bắc Nam dài 1.726 km, nằm trong tổng chiều dài 2.600 km của hệ thống đường sắt Việt Nam, chủ yếu do Pháp xây dựng.
Ngoài ra, từ Hà Nội còn có các tuyến đường sắt nối với các tỉnh phía Bắc và đi ra cảng Hải Phòng. Hà Nội cũng có tuyến đường sắt Bắc Hồng - Văn Điển được xây dựng vào năm 1987 với mục đích vận chuyển hàng hóa.
Từ năm 1900 Hà Nội đã có đường sắt nội đô dùng cho tàu điện do Pháp xây dựng. Tồn tại trong 9 thập kỷ đến năm 1991 thì tàu ngừng hoạt động, đường ray đã được bóc đi vì phương tiện giao thông này gây tắc đường, một phần do đường ray và phần vì tốc độ tàu chạy chậm. Hiện tại Hà Nội đã có dự án xây dựng tuyến đường sắt đô thị trên cao nhằm tăng lợi ích trong việc lưu thông cho người dân với tuyến đầu tiên được đưa vào khai thác là tuyến đường sắt đô thị số 2A Cát Linh - Hà Đông.

## Đường thủy
Hà Nội có hệ thống sông ngòi khá lớn, thuận lợi cho việc vận tải bằng đường sông. Các sông chảy qua địa bàn:
- Sông Hồng
- Sông Đáy
- Sông Đuống
- Sông Cà Lồ
- Sông Nhuệ
- Sông Lừ
- Sông Sét
- Sông Tô Lịch
- Sông Kim Ngưu

## Đường hàng không

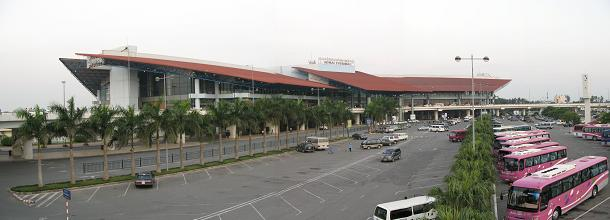
Sân bay quốc tế Nội Bài

Hà Nội có hai sân bay: sân bay quốc tế Nội Bài (quốc tế và nội địa) và sân bay Gia Lâm (sân bay nhỏ, nơi có thể thuê trực thăng du lịch).
Sân bay Nội Bài cách thành phố 45 km về phía Bắc. Sân bay Gia Lâm cách trung tâm thành phố Hà Nội 8 km. Ngoài ra, Hà Nội còn có một sân bay quân sự hiện đã ngưng sử dụng là sân bay Bạch Mai.

## Tiêu cực và tai nạn

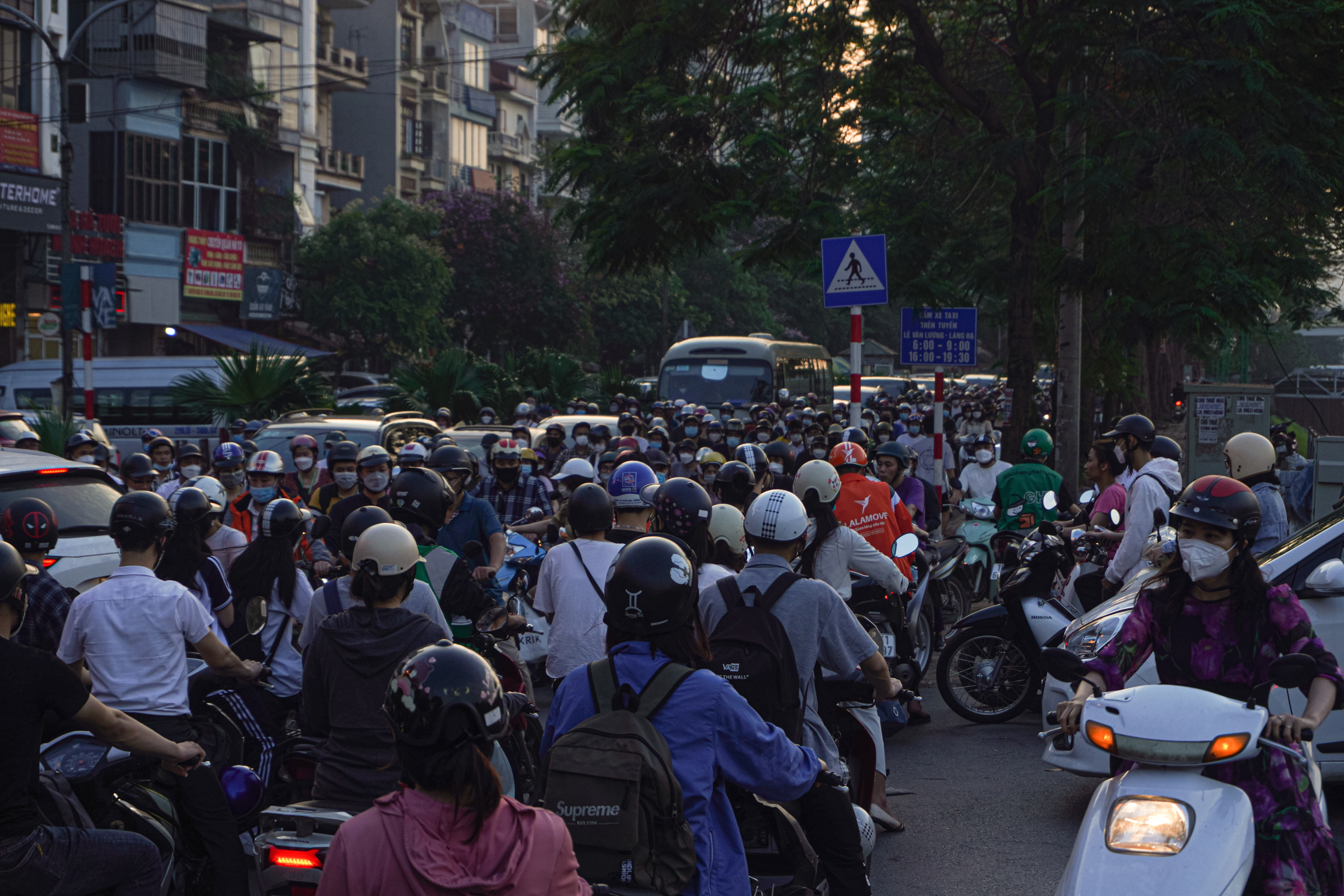
Nút giao cầu Cống Mọc giờ tan tầm

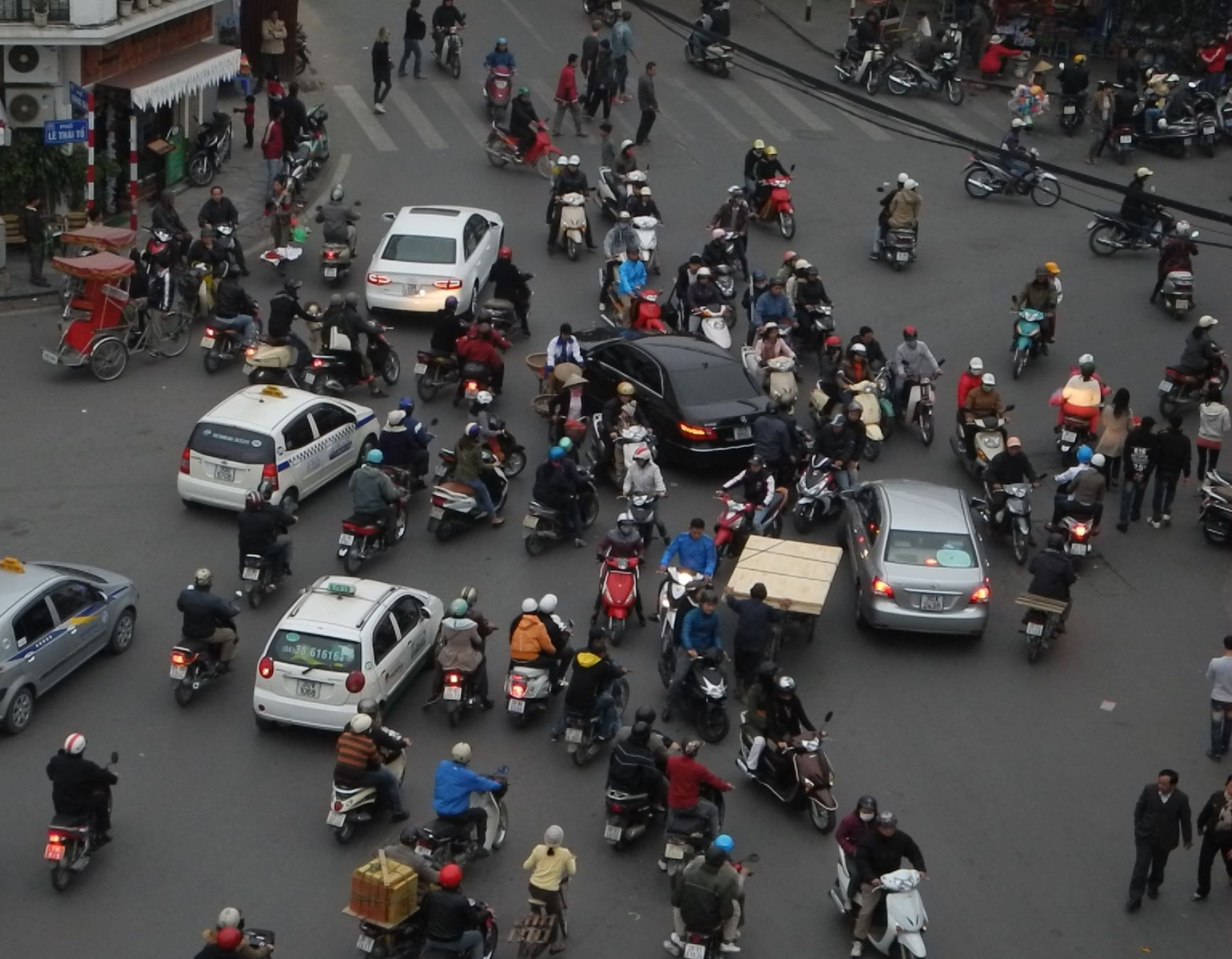
Ùn tắc giao thông tại ngã tư Hà Nội, 2011

Trong nội ô, các con phố của Hà Nội thường xuyên ùn tắc do cơ sở hạ tầng đô thị còn thấp kém, lượng phương tiện tham gia giao thông quá lớn – đặc biệt là xe máy –, và ý thức chưa tốt của các cư dân thành phố . Lại thêm khâu xử lý vi phạm giao thông của cảnh sát giao thông hiện nay chưa nghiêm, việc quản lý nhà nước và tổ chức giao thông còn nhiều bất cập, luôn thay đổi tùy tiện . Giáo sư Seymour Papert – nhà khoa học máy tính từ Viện Công nghệ Massachusetts bị tai nạn ở Hà Nội vào cuối năm 2006 – đã miêu tả giao thông của thành phố như một ví dụ minh họa cho giả thuyết về "hành vi hợp trội", phương thức mà các đám đông, tuân theo các nguyên tắc đơn giản và không cần sự lãnh đạo, tạo ra các vận động và hệ thống phức tạp . Trên những đường phố Hà Nội, vỉa hè thường bị chiếm dụng khiến người đi bộ phải đi xuống lòng đường. Trong những năm gần đây, Hà Nội chỉ phát triển thêm 5 tới 10 km đường mỗi năm . Nhiều trục đường của thành phố thiết kế chưa khoa học, không đồng bộ và hệ thống đèn giao thông ở một vài điểm cũng thiếu hợp lý. Thêm nữa, hiện tượng ngập úng mỗi khi mưa lớn cũng gây khó khăn cho người tham gia giao thông. Trong thập niên 2000, hệ thống xe buýt – loại hình phương tiện giao thông công cộng duy nhất – của thành phố có phát triển mạnh, nhưng phần đông người dân vẫn sử dụng các phương tiện cá nhân, chủ yếu là xe máy.

### Quản lý và tổ chức giao thông
Theo quy hoạch giao thông Hà Nội được Thủ tướng chính phủ Nguyễn Tấn Dũng phê duyệt năm 2008, chi phí cho phần phát triển đường bộ lên tới 100.000 tỷ đồng. Ba tuyến đường vành đai, 30 tuyến đường trục chính cùng nhiều tuyến phố sẽ được xây dựng mới hoặc cải tạo lại . Bộ trưởng Bộ Giao thông Vận tải Hồ Nghĩa Dũng dự báo tới năm 2015, thành phố Hà Nội sẽ hết tình trạng ùn tắc giao thông .
Đã có nhiều ý kiến phê phán khâu xử lý vi phạm giao thông của cảnh sát giao thông hiện nay chưa nghiêm, việc quản lý nhà nước và tổ chức giao thông còn nhiều bất cập, luôn thay đổi tùy tiện, tạo bất ngờ và gây khó cho người dân, hiệu quả không những không cao mà còn rất lãng phí .

### Tai nạn giao thông
Trong 11 tháng đầu năm 2011, trên địa bàn Hà Nội đã xảy ra 533 vụ tai nạn giao thông đường bộ, đường sắt làm 531 người chết và 144 người bị thương . Năm 2012 Hà Nội xảy ra 777 vụ tai nạn giao thông, làm 619 người chết, 397 người bị thương  Ý thức giao thông của người dân Hà Nội còn kém, còn nhiều cảnh giao thông hỗn loạn tại các ngã tư, vượt rào chắn...

## Hình ảnh

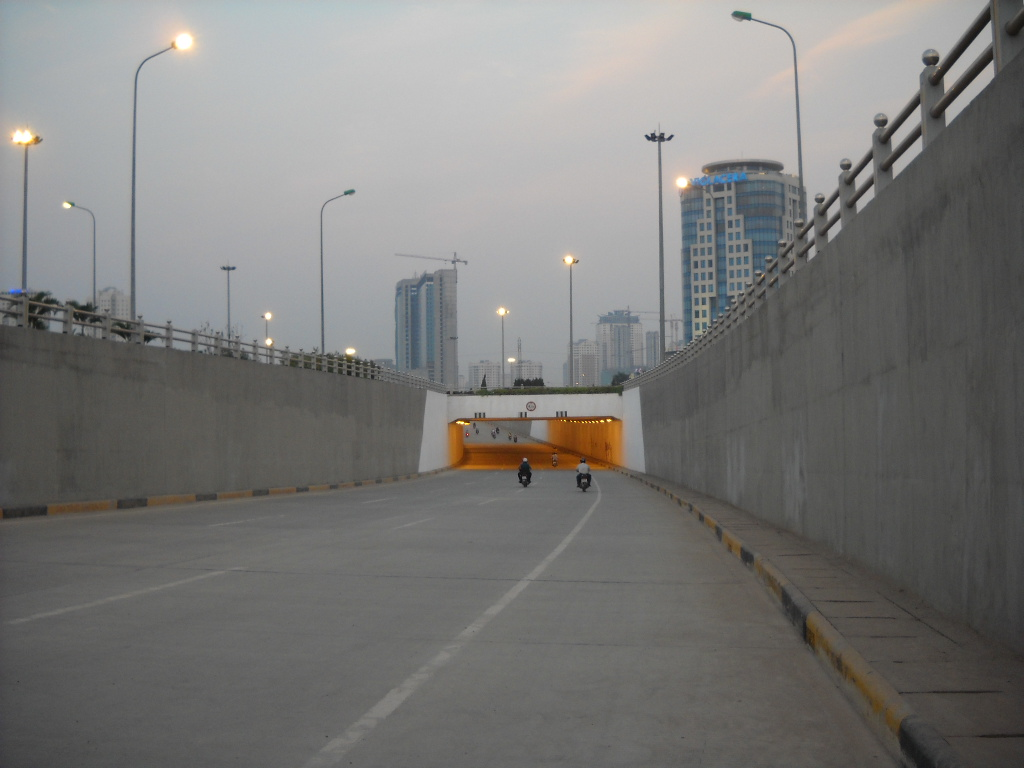
Hầm chui Láng - Hòa Lạc, Hà Nội
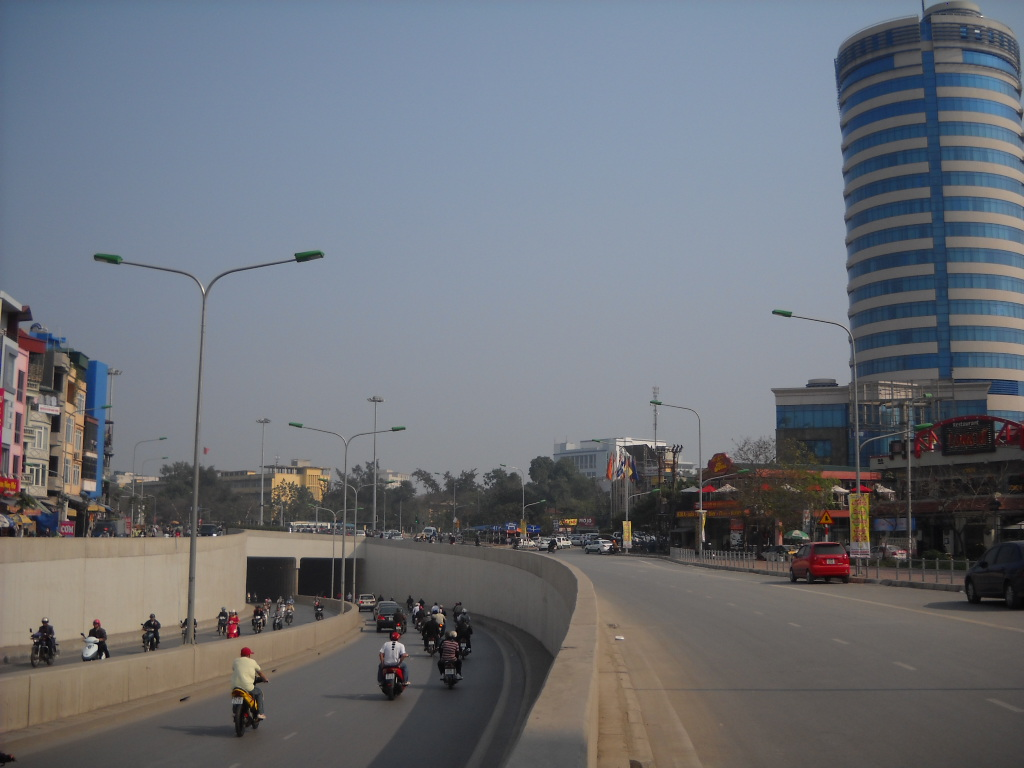
Hầm chui Kim Liên, Hà Nội
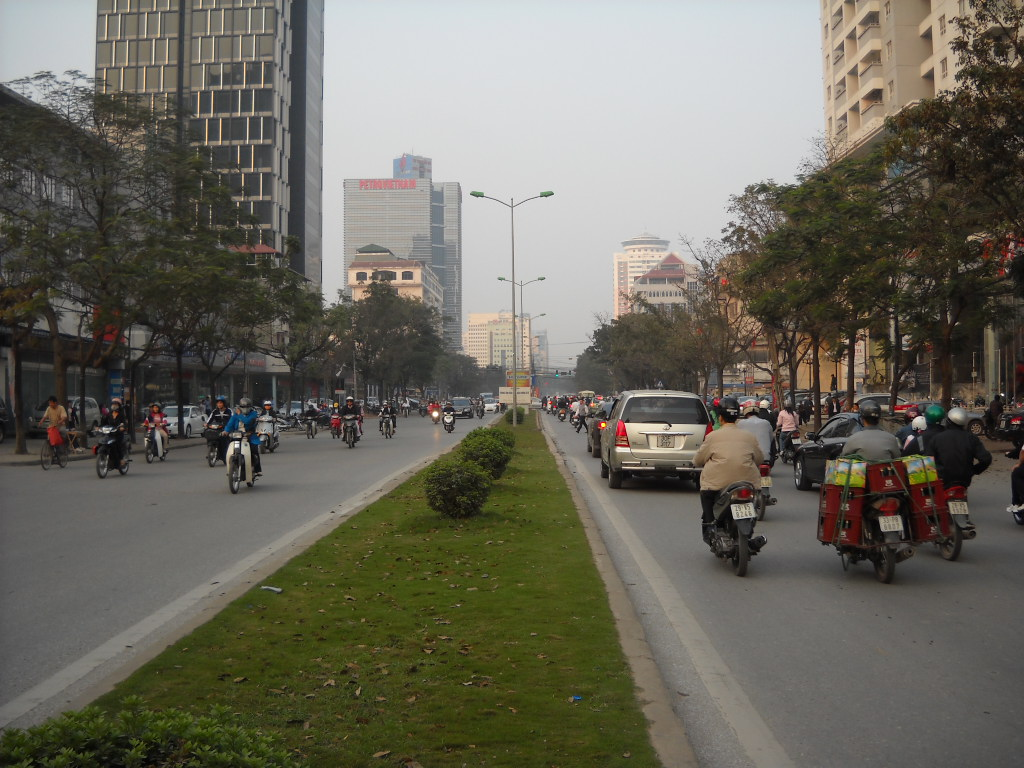
Phố Láng Hạ, Hà Nội
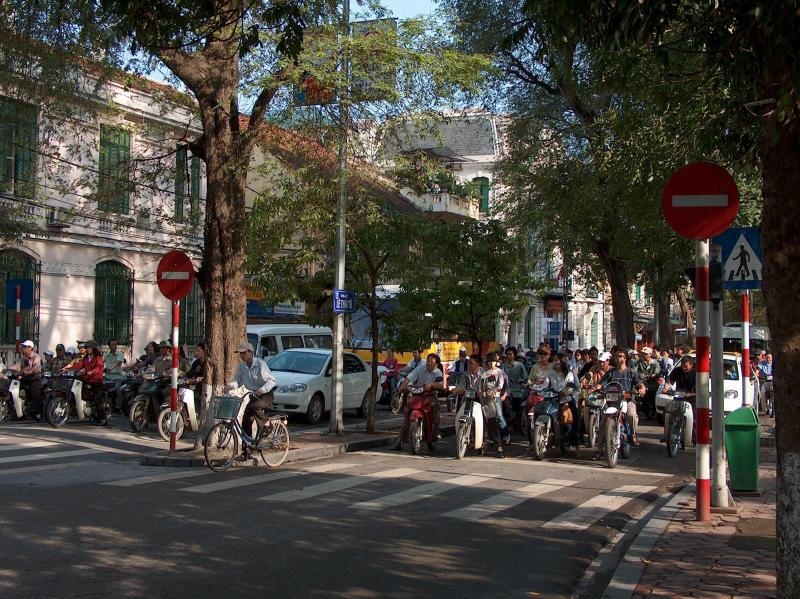
Giao thông trên phố Lê Thái Tổ
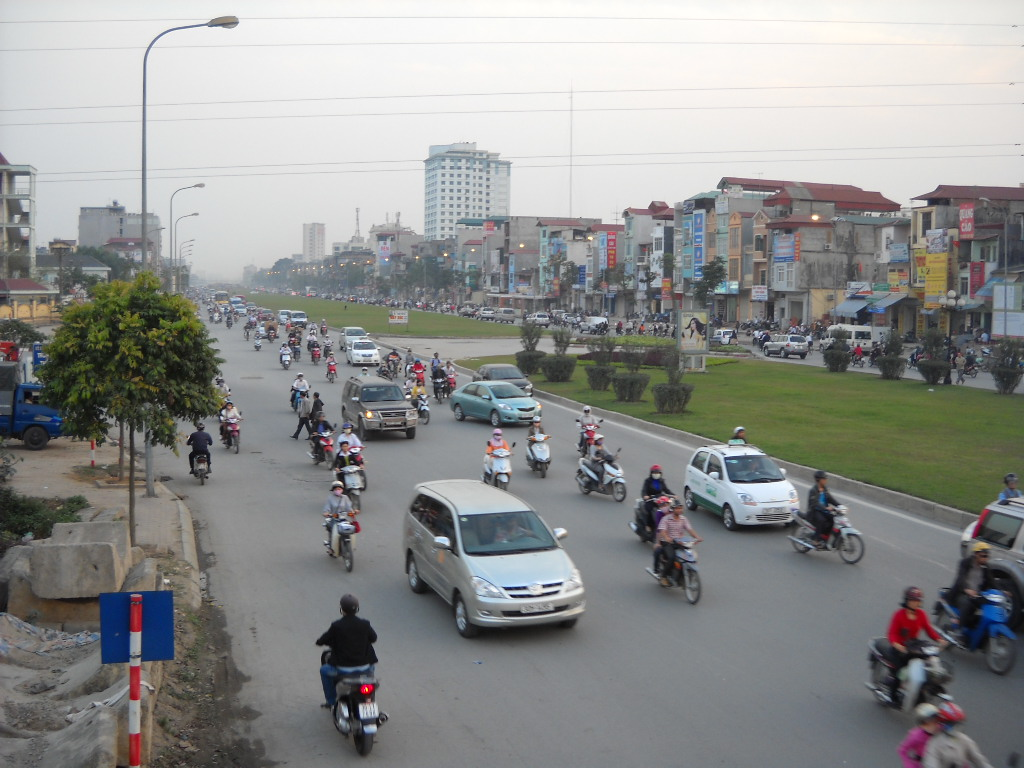
Đường Vành đai 3, đoạn Cầu Giấy-Thanh Xuân, Hà Nội
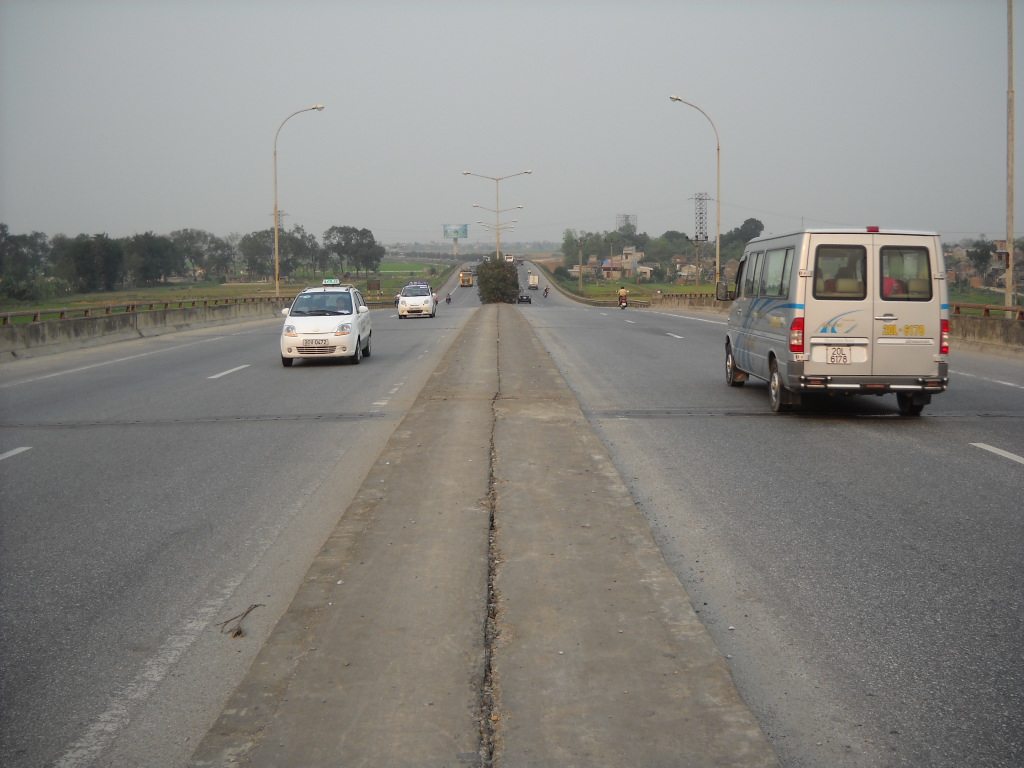
Cao tốc Pháp Vân-Cầu Giẽ, đoạn Phú Xuyên, Hà Nội
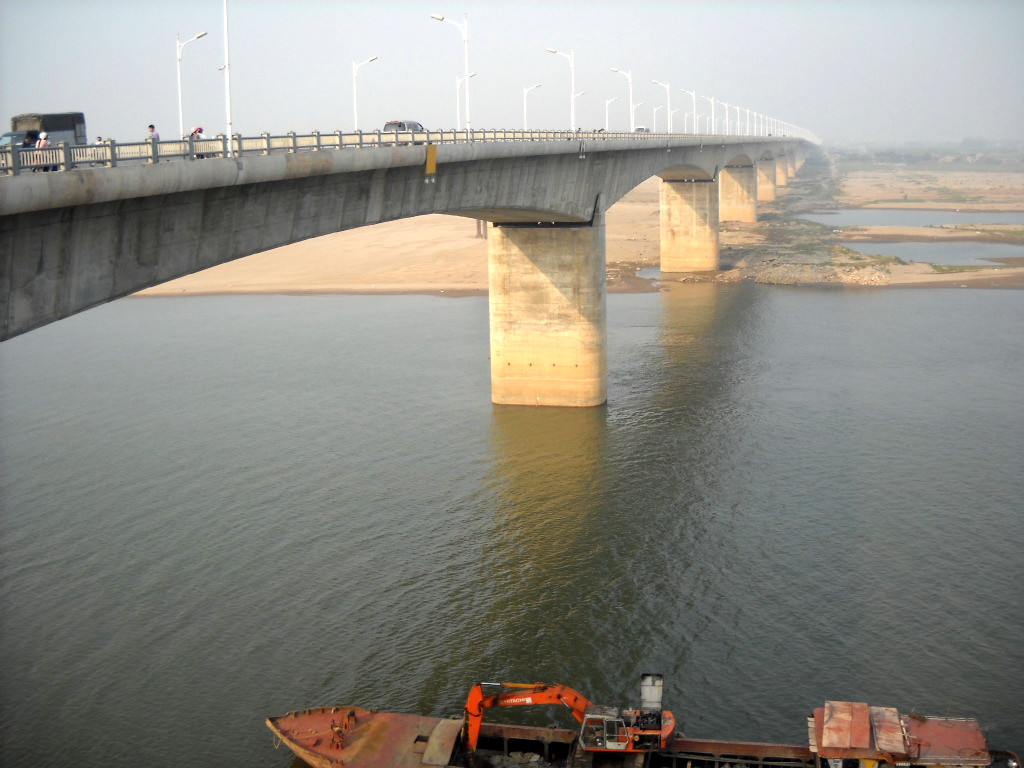
Cầu Vĩnh Tuy (giai đoạn 1), Hà Nội